# Club Gimnàstic de Tarragona
Il Club Gimnàstic de Tarragona, noto anche come Gimnàstic o più familiarmente Nàstic, è una società polisportiva spagnola con sede nella città catalana di Tarragona, nota principalmente per la sua squadra calcistica, che milita in Primera Federación, la terza divisione del campionato spagnolo di calcio.
Fondato nel 1886, il club si dotò di una squadra di calcio nel 1914 e conta oggi otto discipline, sebbene solo nel calcio competa a livello professionistico. La sezione calcistica del Gimnàstic ha disputato quattro stagioni nella Primera División del campionato nazionale. I colori sociali sono il granata e il bianco. Dal 1972 squadra di calcio gioca le partite interne al Nou Estadi, che può contenere fino a 14 591 spettatori.

## Storia
Il Club Gimnàstic de Tarragona fu fondato il 1º marzo 1886 da un gruppo di quindici soci che si incontrarono presso il Cafè del Centre lungo la Rambla Nova. La maggior parte dei primi soci del club appartenevano alla classe medio-alta e, come suggerisce il nome, inizialmente la società nacque con l'intento di promuovere la ginnastica. Qualche tempo dopo il club iniziò a promuovere anche il pugilato e il ciclismo. Nel 1914 il club incorporò una locale squadra di calcio, il Club Olímpic de Tarragona, e istituì la sua prima sezione calcistica, che prese il nome di Olímpic, da cui ereditò anche i colori sociali: rosso, bianco e nero. Disputava i match interni nello Stadio Avenida Catalunya.
Nel gennaio 1918 il Gimnàstic fece il suo debutto nel Championat de Catalunya e nel 1927 vinse il campionato di seconda divisione. Nel 1943-1944 esordì nella Tercera División e, di lì a poco, fece il salto in Segunda División.
Nel 1946-1947 il Nàstic fu secondo in seconda divisione e riuscì a ottenere la promozione nella Liga. Nel 1947 fu semifinalista in Copa del Generalísimo dopo aver battuto ai quarti il Barcellona (vittoria per 2-0 in trasferta e sconfitta per 3-2 in casa). Fu eliminata dall'Espanyol.
Il club militò in Primera División per tre anni, dal 1947 al 1950. Nella prima annata in Primera batté il Real Madrid per 3-1 al Bernabéu, l'11 gennaio 1948, prima squadra capace di espugnare il glorioso stadio. Nel 1950 retrocesse in seconda serie dopo aver perso lo spareggio contro l'Alcoyano.
Nel 1972 si trasferì al Nou Estadi.
Dopo 56 anni il Gimnàstic dell'allenatore Luis César Sampedro e di giocatori quali Antonio Pinilla e Albano Bizzarri tornò a giocare nella massima serie del campionato spagnolo nella stagione 2006-2007. La promozione matematica fu raggiunta il 3 giugno 2006 grazie allo 0-0 ottenuto sul campo dello Xerez. Esordì in massima serie con una vittoria per 0-1 sul campo dell'Espanyol, ma, ultima classificata, retrocesse con alcune giornate di anticipo. A nulla valse l'avvicendamento in panchina, con l'arrivo del tecnico Paco Flores, sotto la cui gestione il miglioramento ci fu, ma non fu tale da determinare la salvezza.
Nel 2007 il club vinse la Copa Catalunya battendo per 2-1 il Barcellona.
Dopo due piazzamenti a metà classifica con l'allenatore César Ferrando nel 2008 e nel 2009, nel 2009-2010 e nel 2010-2011 il club evitò per un punto la retrocessione in terza serie, che giunse nel 2012, dopo un campionato segnato da sole 6 vittorie in 42 giornate.
Il 12 settembre 2012 il Nàstic si aggiudicò la seconda Copa Catalunya della propria storia, sconfiggendo in finale il Manlleu.
Tornato in Segunda División al termine della stagione 2014-2015 dopo aver superato ai play-off l'Huesca, il club si piazzò terzo nel 2015-2016, ma fu eliminato già in semifinale dall'Osasuna (sesto sul campo) nei play-off per la promozione in Primera. Al termine della stagione 2018-2019 il club è nuovamente retrocesso in terza serie. 

## Statistiche
Dalla stagione 1943-1944 alla 2019-2020 il club ha ottenuto le seguenti partecipazioni ai campionati nazionali:
| Livello | Categoria                             | Partecipazioni | Debutto   | Ultima stagione | Totale |
| ------- | ------------------------------------- | -------------- | --------- | --------------- | ------ |
| 1º      | Primera División                      | 4              | 1947-1948 | 2006-2007       | 4      |
| 2º      | Segunda División                      | 22             | 1945-1946 | 2018-2019       | 22     |
| 3º      | Tercera División / Segunda División B | 48             | 1943-1944 | 2019-2020       | 48     |
| 4º      | Tercera División                      | 3              | 1977-1978 | 1990-1991       | 3      |

## Statistiche - Dati aggiornati alla stagione 2019-2020
- Stagioni in Primera División: 4
- Stagioni in Segunda División: 22
- Stagioni in Segunda División B: 24
- Stagioni in Tercera División: 25

## Organico

### Rosa 2023-2024
| N. |                   | Ruolo | Calciatore       |
| -- | ----------------- | ----- | ---------------- |
| 1  | Spagna (bandiera) | P     | Dani Parra       |
| 2  | Spagna (bandiera) | D     | Pablo Trigueros  |
| 3  | Spagna (bandiera) | D     | Nacho González   |
| 4  | Spagna (bandiera) | D     | Pol Domingo      |
| 5  | Spagna (bandiera) | D     | Unai Dufur       |
| 6  | Spagna (bandiera) | C     | Ander Gorostidi  |
| 7  | Spagna (bandiera) | C     | Marc Álvarez     |
| 8  | Spagna (bandiera) | C     | Marc Montalvo    |
| 9  | Spagna (bandiera) | A     | Gorka Santamaría |
| 10 | Spagna (bandiera) | C     | Andy Escudero    |
| 11 | Spagna (bandiera) | C     | Marc Fernández   |
| 12 | Spagna (bandiera) | D     | Iker Recio       |

| N. |                    | Ruolo | Calciatore          |
| -- | ------------------ | ----- | ------------------- |
| 13 | Spagna (bandiera)  | P     | Álvaro González     |
| 14 | Spagna (bandiera)  | C     | Óscar Sanz          |
| 15 | Spagna (bandiera)  | C     | Álex Mula           |
| 16 | Spagna (bandiera)  | C     | Maurizio Pochettino |
| 17 | Spagna (bandiera)  | C     | Pablo Fernández     |
| 18 | Spagna (bandiera)  | C     | Borja Martínez      |
| 19 | Spagna (bandiera)  | C     | Mario Rodríguez     |
| 20 | Romania (bandiera) | D     | Alexandru Țîrlea    |
| 21 | Spagna (bandiera)  | D     | Joan Oriol          |
| 22 | Spagna (bandiera)  | C     | Jaume Jardí         |
| 23 | Spagna (bandiera)  | C     | David Concha        |
| 29 | Spagna (bandiera)  | A     | Alan Godoy          |

### Rosa 2022-2023
| N. |                   | Ruolo | Calciatore          |
| -- | ----------------- | ----- | ------------------- |
| 1  | Spagna (bandiera) | P     | José Aurelio Suárez |
| 2  | Spagna (bandiera) | D     | Carlos Albarrán     |
| 3  | Spagna (bandiera) | D     | Javi Bonilla        |
| 4  | Spagna (bandiera) | D     | Pol Domingo         |
| 5  | Spagna (bandiera) | D     | Marc Trilles        |
| 6  | Spagna (bandiera) | C     | Javier Ribelles     |
| 7  | Spagna (bandiera) | C     | Guillem Jaime       |
| 8  | Spagna (bandiera) | C     | Pedro del Campo     |
| 9  | Spagna (bandiera) | A     | Gerard Oliva        |
| 11 | Spagna (bandiera) | C     | Pol Ballesteros     |
| 13 | Spagna (bandiera) | P     | Álvaro González     |

| N. |                           | Ruolo | Calciatore       |
| -- | ------------------------- | ----- | ---------------- |
| 14 | Spagna (bandiera)         | D     | Álex Quintanilla |
| 15 | Spagna (bandiera)         | D     | Aythami Artiles  |
| 16 | Spagna (bandiera)         | C     | Fran Miranda     |
| 18 | Romania (bandiera)        | A     | Andrei Lupu      |
| 19 | Spagna (bandiera)         | C     | Fran Carbià      |
| 20 | Spagna (bandiera)         | C     | Francesc Fullana |
| 21 | Spagna (bandiera)         | D     | Joan Oriol       |
| 22 | Camerun (bandiera)        | A     | Thomas Amang     |
| 31 | Spagna (bandiera)         | A     | Joel Marín       |
| 33 | Arabia Saudita (bandiera) | C     | Firas Al-Ghamdi  |

### Rosa 2021-2022
| N. |                   | Ruolo | Calciatore          |
| -- | ----------------- | ----- | ------------------- |
| 1  | Spagna (bandiera) | P     | José Aurelio Suárez |
| 2  | Spagna (bandiera) | D     | Carlos Albarrán     |
| 3  | Spagna (bandiera) | D     | Javi Bonilla        |
| 4  | Spagna (bandiera) | D     | Pol Domingo         |
| 5  | Spagna (bandiera) | D     | Marc Trilles        |
| 6  | Spagna (bandiera) | C     | Javier Ribelles     |
| 7  | Spagna (bandiera) | C     | Guillem Jaime       |
| 8  | Spagna (bandiera) | C     | Pedro del Campo     |
| 9  | Spagna (bandiera) | A     | Gerard Oliva        |
| 11 | Spagna (bandiera) | C     | Pol Ballesteros     |
| 13 | Spagna (bandiera) | P     | Álvaro González     |

| N. |                           | Ruolo | Calciatore       |
| -- | ------------------------- | ----- | ---------------- |
| 14 | Spagna (bandiera)         | D     | Álex Quintanilla |
| 15 | Spagna (bandiera)         | D     | Aythami Artiles  |
| 16 | Spagna (bandiera)         | C     | Fran Miranda     |
| 18 | Romania (bandiera)        | A     | Andrei Lupu      |
| 19 | Spagna (bandiera)         | C     | Fran Carbià      |
| 20 | Spagna (bandiera)         | C     | Francesc Fullana |
| 21 | Spagna (bandiera)         | D     | Joan Oriol       |
| 22 | Camerun (bandiera)        | A     | Thomas Amang     |
| 31 | Spagna (bandiera)         | A     | Joel Marín       |
| 33 | Arabia Saudita (bandiera) | C     | Firas Al-Ghamdi  |

### Rosa 2020-2021
| N. |                   | Ruolo | Calciatore          |
| -- | ----------------- | ----- | ------------------- |
| 1  | Spagna (bandiera) | P     | José Aurelio Suárez |
| 2  | Spagna (bandiera) | D     | Carlos Albarrán     |
| 3  | Spagna (bandiera) | D     | Javi Bonilla        |
| 4  | Spagna (bandiera) | D     | Jesús Rueda         |
| 5  | Spagna (bandiera) | D     | Marc Trilles        |
| 6  | Spagna (bandiera) | C     | Javier Ribelles     |
| 7  | Spagna (bandiera) | C     | Guillem Jaime       |
| 8  | Spagna (bandiera) | C     | Fausto Tienza       |
| 9  | Spagna (bandiera) | A     | Gerard Oliva        |
| 10 | Spagna (bandiera) | C     | Roger Brugué        |
| 11 | Spagna (bandiera) | C     | Pol Ballesteros     |
| 13 | Spagna (bandiera) | P     | Álvaro González     |

| N. |                           | Ruolo | Calciatore       |
| -- | ------------------------- | ----- | ---------------- |
| 14 | Spagna (bandiera)         | D     | Álex Quintanilla |
| 15 | Spagna (bandiera)         | D     | Pol Domingo      |
| 16 | Spagna (bandiera)         | C     | Fran Miranda     |
| 17 | Spagna (bandiera)         | A     | Pedro Martín     |
| 18 | Romania (bandiera)        | A     | Andrei Lupu      |
| 19 | Spagna (bandiera)         | C     | Fran Carbià      |
| 20 | Spagna (bandiera)         | C     | Francesc Fullana |
| 21 | Spagna (bandiera)         | D     | Joan Oriol       |
| 22 | Camerun (bandiera)        | A     | Thomas Amang     |
| 31 | Spagna (bandiera)         | A     | Joel Marín       |
| 33 | Arabia Saudita (bandiera) | C     | Firas Al-Ghamdi  |

### Rosa 2019-2020
| N. |                      | Ruolo | Calciatore        |
| -- | -------------------- | ----- | ----------------- |
| 1  | Spagna (bandiera)    | P     | Isaac Becerra     |
| 2  | Spagna (bandiera)    | D     | Iván López        |
| 3  | Spagna (bandiera)    | D     | Josema            |
| 4  | Spagna (bandiera)    | D     | David Goldar      |
| 5  | Senegal (bandiera)   | C     | Ousseynou Thioune |
| 6  | Spagna (bandiera)    | C     | Javi Márquez      |
| 7  | Marocco (bandiera)   | C     | Abdelaziz Barrada |
| 8  | Nigeria (bandiera)   | A     | Ikechukwu Uche    |
| 9  | Finlandia (bandiera) | A     | Berat Sadik       |
| 11 | Guinea (bandiera)    | A     | José Kanté        |
| 13 | Spagna (bandiera)    | P     | Bernabé Barragán  |
| 14 | Spagna (bandiera)    | C     | Miguel Palanca    |
| 15 | Spagna (bandiera)    | D     | Pipa              |
| 16 | Spagna (bandiera)    | D     | Imanol García     |

| N. |                      | Ruolo | Calciatore       |
| -- | -------------------- | ----- | ---------------- |
| 17 | Venezuela (bandiera) | D     | Mikel Villanueva |
| 18 | Spagna (bandiera)    | D     | Antonio Cotán    |
| 19 | Uruguay (bandiera)   | C     | Ramiro Guerra    |
| 20 | Spagna (bandiera)    | C     | Sebas Coris      |
| 21 | Argentina (bandiera) | D     | Fabián Noguera   |
| 22 | Spagna (bandiera)    | D     | Abraham Minero   |
| 23 | Spagna (bandiera)    | D     | Pol Valentín     |
| 24 | Camerun (bandiera)   | D     | Mohammed Djetei  |
| 26 | Colombia (bandiera)  | A     | Luis Suárez      |
| 31 | Spagna (bandiera)    | C     | Victor Martínez  |
| 33 | Spagna (bandiera)    | D     | Salva Ferrer     |
|    | Spagna (bandiera)    | C     | César Arzo       |
|    | Spagna (bandiera)    | C     | Fausto           |

### Rosa 2018-2019
| N. |                      | Ruolo | Calciatore        |
| -- | -------------------- | ----- | ----------------- |
| 1  | Spagna (bandiera)    | P     | Isaac Becerra     |
| 2  | Spagna (bandiera)    | D     | Iván López        |
| 3  | Spagna (bandiera)    | D     | Josema            |
| 4  | Spagna (bandiera)    | D     | Fali              |
| 5  | Senegal (bandiera)   | C     | Ousseynou Thioune |
| 6  | Spagna (bandiera)    | C     | Javi Márquez      |
| 7  | Marocco (bandiera)   | C     | Abdelaziz Barrada |
| 8  | Nigeria (bandiera)   | A     | Ikechukwu Uche    |
| 9  | Finlandia (bandiera) | A     | Berat Sadik       |
| 11 | Guinea (bandiera)    | A     | José Kanté        |
| 13 | Spagna (bandiera)    | P     | Bernabé Barragán  |
| 14 | Spagna (bandiera)    | C     | Miguel Palanca    |
| 15 | Spagna (bandiera)    | D     | Pipa              |

| N. |                      | Ruolo | Calciatore       |
| -- | -------------------- | ----- | ---------------- |
| 16 | Spagna (bandiera)    | D     | Imanol García    |
| 17 | Venezuela (bandiera) | D     | Mikel Villanueva |
| 18 | Spagna (bandiera)    | D     | Antonio Cotán    |
| 19 | Uruguay (bandiera)   | C     | Ramiro Guerra    |
| 20 | Spagna (bandiera)    | C     | Sebas Coris      |
| 21 | Argentina (bandiera) | D     | Fabián Noguera   |
| 22 | Spagna (bandiera)    | D     | Abraham Minero   |
| 23 | Spagna (bandiera)    | D     | Pol Valentín     |
| 24 | Camerun (bandiera)   | D     | Mohammed Djetei  |
| 26 | Colombia (bandiera)  | A     | Luis Suárez      |
| 31 | Spagna (bandiera)    | C     | Victor Martínez  |
| 33 | Spagna (bandiera)    | D     | Salva Ferrer     |
|    | Spagna (bandiera)    | C     | César Arzo       |

### Rosa 2017-2018
| N. |                               | Ruolo | Calciatore         |
| -- | ----------------------------- | ----- | ------------------ |
| 1  | Macedonia del Nord (bandiera) | P     | Stole Dimitrievski |
| 2  | Georgia (bandiera)            | D     | Otar Kakabadze     |
| 3  | Spagna (bandiera)             | D     | Javier Jiménez     |
| 4  | Spagna (bandiera)             | D     | Xavi Molina        |
| 5  | Spagna (bandiera)             | D     | Jon Gaztañaga      |
| 6  | Italia (bandiera)             | A     | Nicolao Dumitru    |
| 7  | Spagna (bandiera)             | D     | Fali               |
| 8  | Nigeria (bandiera)            | A     | Ikechukwu Uche     |
| 9  | Spagna (bandiera)             | C     | Javi Márquez       |
| 10 | Spagna (bandiera)             | C     | Juan Muñiz         |
| 11 | Spagna (bandiera)             | A     | Manu Barreiro      |
| 12 | Costa d'Avorio (bandiera)     | C     | Jean Luc Gbayara   |
| 14 | Spagna (bandiera)             | C     | Maikel Mesa        |

| N. |                     | Ruolo | Calciatore        |
| -- | ------------------- | ----- | ----------------- |
| 15 | Spagna (bandiera)   | D     | Álvaro Vázquez    |
| 16 | Spagna (bandiera)   | D     | Julio Pleguezuelo |
| 17 | Spagna (bandiera)   | C     | Javier Matilla    |
| 18 | Giappone (bandiera) | D     | Daisuke Suzuki    |
| 19 | Camerun (bandiera)  | A     | Jean Marie Dongou |
| 20 | Spagna (bandiera)   | C     | Tete Morente      |
| 21 | Spagna (bandiera)   | C     | Omar Perdomo      |
| 22 | Spagna (bandiera)   | D     | Abraham Minero    |
| 23 | Spagna (bandiera)   | C     | Sergio Tejera     |
| 24 | Camerun (bandiera)  | D     | Mohammed Djetei   |
| 25 | Spagna (bandiera)   | C     | César Arzo        |
| 31 | Spagna (bandiera)   | P     | Bernabé Barragán  |

### Rosa 2016-2017
| N. |                           | Ruolo | Calciatore       |
| -- | ------------------------- | ----- | ---------------- |
| 1  | Spagna (bandiera)         | P     | Manuel Reina     |
| 2  | Spagna (bandiera)         | D     | Gerard Valentín  |
| 3  | Spagna (bandiera)         | D     | Mossa            |
| 4  | Spagna (bandiera)         | C     | Xavi Molina      |
| 5  | Spagna (bandiera)         | D     | Iago Bouzón      |
| 6  | Francia (bandiera)        | C     | Wilfried Zahibo  |
| 7  | Spagna (bandiera)         | C     | José Carlos      |
| 8  | Gabon (bandiera)          | C     | Lévy Madinda     |
| 9  | Spagna (bandiera)         | C     | Cristian Lobato  |
| 10 | Spagna (bandiera)         | C     | Juan Muñiz       |
| 11 | Spagna (bandiera)         | A     | Álex López       |
| 12 | Costa d'Avorio (bandiera) | A     | Jean Luc Gbayara |
| 14 | Nigeria (bandiera)        | A     | Ikechukwu Uche   |

| N. |                               | Ruolo | Calciatore           |  |
| -- | ----------------------------- | ----- | -------------------- |  |
| 15 | Cile (bandiera)               | C     | Juan Delgado         |  |
| 16 | Albania (bandiera)            | A     | Elvir Maloku         |  |
| 17 | Marocco (bandiera)            | C     | Moha                 |  |
| 18 | Giappone (bandiera)           | D     | Daisuke Suzuki       |  |
| 20 | Spagna (bandiera)             | A     | Miguel Ángel Cordero |  |
| 21 | Spagna (bandiera)             | D     | Ferran Giner         |  |
| 22 | Spagna (bandiera)             | D     | Alberto Lopo         |  |
| 23 | Spagna (bandiera)             | C     | Sergio Tejera        |  |
| 24 | Camerun (bandiera)            | D     | Mohamed Djetei       |  |
| 27 | Macedonia del Nord (bandiera) | P     | Stole Dimitrievski   |  |
| 30 | Camerun (bandiera)            | C     | Stéphane Emanà       |  |
|    | Spagna (bandiera)             | D     | Manolo Martínez      |  |

## Palmarès

### Competizioni nazionali
- Segunda División B: 2

1996-1997, 2014-2015

### Competizioni regionali
- Copa Catalunya: 2

2007-2008, 2016-2017

### Altri piazzamenti
- Coppa di Spagna:

Semifinalista: 1947
- Segunda División:

Secondo posto: 1946-1947, 2005-2006
Terzo posto: 1945-1946, 2015-2016
- Segunda División B:

Secondo posto: 1978-1979 (gruppo II), 1995-1996 (gruppo III), 2000-2001 (gruppo III)
Terzo posto: 2003-2004 (gruppo III)